# Zadalcera dierrhoea
Zadalcera dierrhoea is een vlinder uit de familie van de Dalceridae. De wetenschappelijke naam van de soort is voor het eerst geldig gepubliceerd door Dyar.